# Lepidaploa
 Lepidaploa  (Cass.) Cass., 1825 è un genere di piante angiosperme dicotiledoni della famiglia delle Asteraceae.

## Etimologia
Il nome scientifico del genere è stato definito per la prima volta dal botanico Alexandre Henri Gabriel de Cassini (1781-1832) nella pubblicazione " Dictionnaire des Sciences Naturelles, dans lequel on traite méthodiquement des différens êtres de la nature, considérés soit en eux-mêmes, d'aprés l'état actuel de nos connoissances, soit relativement à l'utilité quén peuvent retirer la médecine, l'agriculture, le commerce et les arts. Strasbourg. Edition 2" (Dict. Sci. Nat., ed. 2. [F. Cuvier] 36: 20) del 1825.

## Descrizione

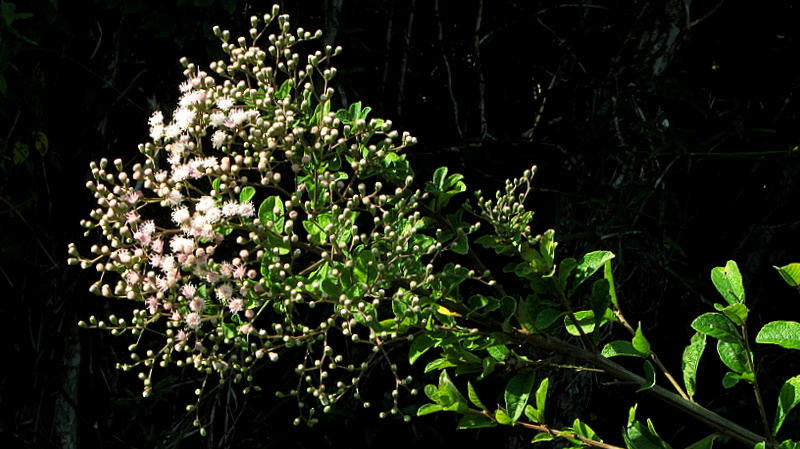
Il portamento
Lepidaploa cotoneaster

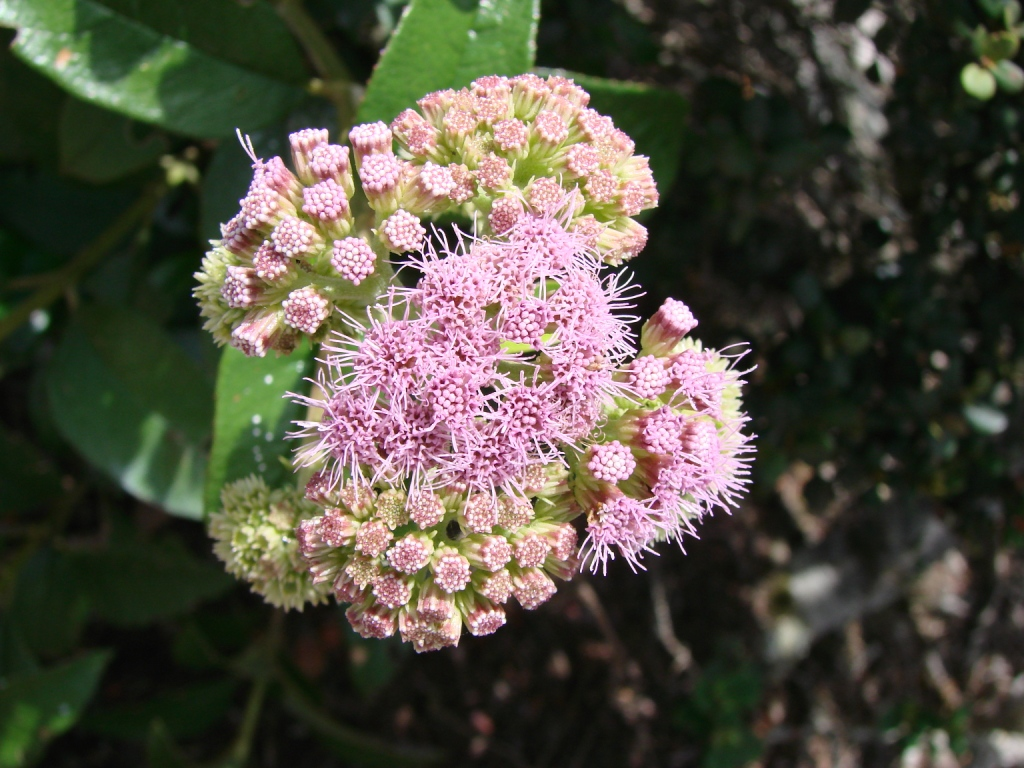
Infiorescenza
Lepidaploa cotoneaster

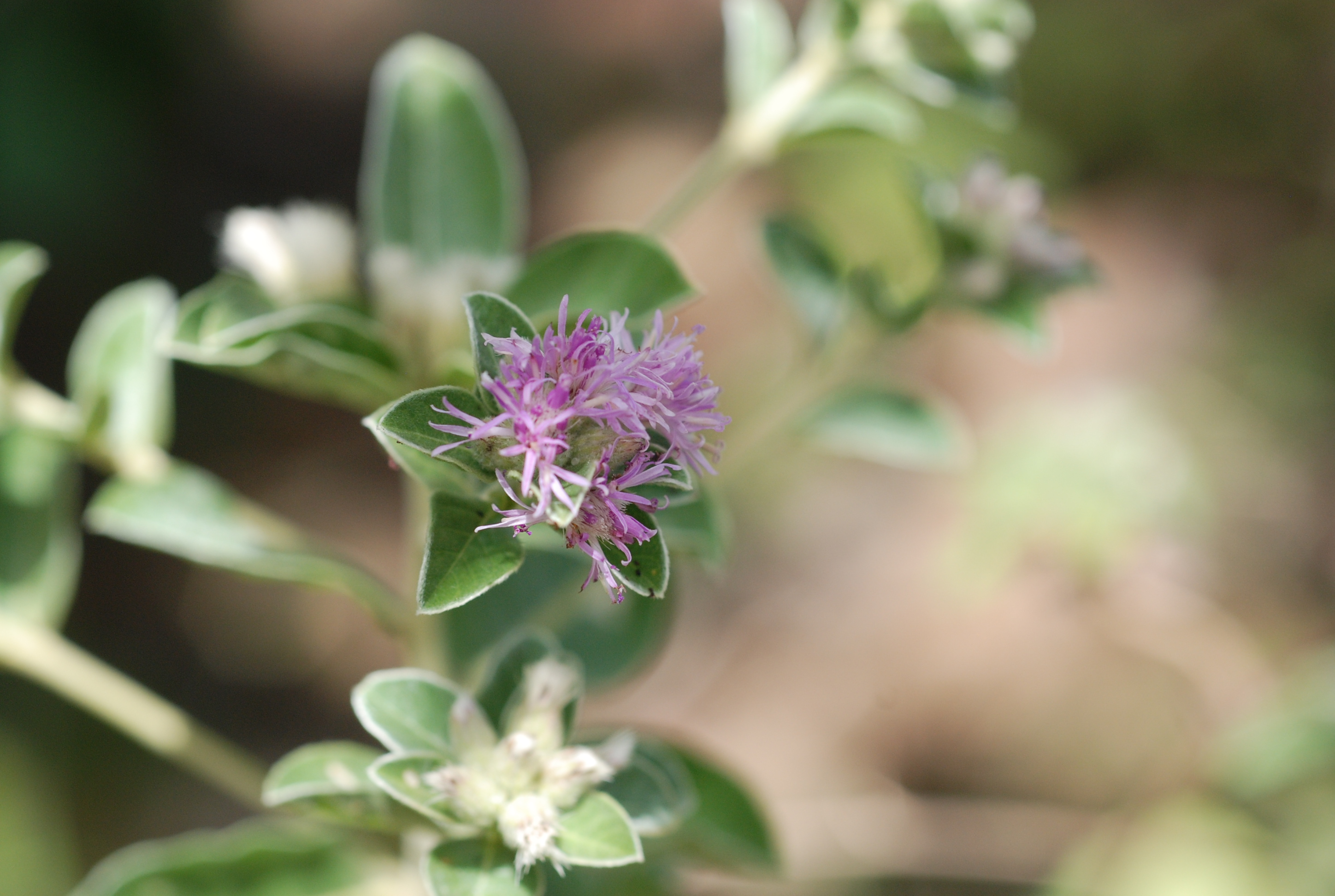
I fiori
Lepidaploa proctorii

Le piante di questa voce hanno un habitus erbaceo perenne o subarbustivo (raramente sono annuali). La pubescenza è formata da peli semplici oppure da peli a forma di "T", oppure è tomentosa e sericea spesso punteggiata di ghiandole.
Le foglie lungo il fusto sono disposte normalmente in modo alterno e sono per lo più sessili o brevemente pedicellate. La lamina è intera e in genere ha la forma ovata con apici ottusi/acuti. La pubescenza è varia. Le venature sono pennate.
Le infiorescenze sono di tipo cimoso-seriale, terminale o ascellare, formate da alcuni capolini sessili. La struttura dei capolini è quella tipica delle Asteraceae: un peduncolo sorregge un involucro a forma campanulata composto da 20 - 70 brattee disposte su 3 - 6 serie che fanno da protezione al ricettacolo sul quale s'inseriscono i fiori di tipo tubuloso. Le brattee, persistenti quelle interne e decidue quelle esterne, si presentano con forme lineari, diritte e pungenti. Il ricettacolo può essere provvisto di pagliette oppure no.
I fiori, da 8 a 35 per capolino, sono tetra-ciclici (ossia sono presenti 4 verticilli: calice – corolla – androceo – gineceo) e pentameri (ogni verticillo ha in genere 5 elementi). I fiori sono inoltre ermafroditi e actinomorfi (raramente possono essere zigomorfi).
- Formula fiorale:

*/x K {\displaystyle \infty }, [C (5), A (5)], G 2 (infero), achenio
- Calice: i sepali del calice sono ridotti ad una coroncina di squame.
- Corolla: la corolla, formata da uno stretto tubo imbutiforme terminanti in 5 lobi, può essere pubescente per peli lunghi o ghiandole. Il colore varia da purpureo o lavanda a biancastro.
- Androceo: gli stami sono 5 con filamenti liberi e distinti, mentre le antere sono saldate in un manicotto (o tubo) circondante lo stilo.[11] Le antere, sagittate, hanno delle code ottuse; le appendici apicali possono essere ghiandolose oppure no. Il polline è tricolporato (con tre aperture sia di tipo a fessura che tipo isodiametrica o poro), echinato (con punte) e  "lophato" (la parte più esterna dell'esina è sollevata a forma di creste e depressioni).[12]
- Gineceo: lo stilo è filiforme con base nodosa. Gli stigmi dello stilo sono due divergenti con la superficie stigmatica posizionata internamente (vicino alla base). La pubescenza è del tipo a spazzola con peli appuntiti.[13] L'ovario è infero uniloculare formato da 2 carpelli.

I frutti sono degli acheni con pappo. Gli acheni, a forma prismatica, hanno 8 - 10 coste con la superficie glabra o sericea con ghiandole. All'interno si può trovare del tessuto di tipo idioblasto e rafidi di tipo subquadrato da corti a moderatamente allungati; non è presente il tessuto tipo fitomelanina. Il pappo, biseriato e di norma è persistente, è formato da setole capillari molto lunghe (la serie interna) e squamelle (quella esterna).

## Biologia
- Impollinazione: l'impollinazione avviene tramite insetti (impollinazione entomogama tramite farfalle diurne e notturne).
- Riproduzione: la fecondazione avviene fondamentalmente tramite l'impollinazione dei fiori (vedi sopra).
- Dispersione: i semi (gli acheni) cadendo a terra sono successivamente dispersi soprattutto da insetti tipo formiche (disseminazione mirmecoria). In questo tipo di piante avviene anche un altro tipo di dispersione: zoocoria. Infatti gli uncini delle brattee dell'involucro si agganciano ai peli degli animali di passaggio disperdendo così anche su lunghe distanze i semi della pianta.

## Distribuzione e habitat
La distribuzione delle piante di questa voce è relativa all'America Centrale e Meridionale.

## Tassonomia
La famiglia di appartenenza di questa voce (Asteraceae o Compositae, nomen conservandum) probabilmente originaria del Sud America, è la più numerosa del mondo vegetale, comprende oltre 23.000 specie distribuite su 1.535 generi, oppure 22.750 specie e 1.530 generi secondo altre fonti (una delle checklist più aggiornata elenca fino a 1.679 generi). La famiglia attualmente (2021) è divisa in 16 sottofamiglie.

### Filogenesi
Le specie di questo gruppo appartengono alla sottotribù Lepidaploinae descritta all'interno della tribù Vernonieae Cass. della sottofamiglia Vernonioideae Lindl.. Questa classificazione è stata ottenuta ultimamente con le analisi del DNA delle varie specie del gruppo. Da un punto di vista filogenetico in base alle ultime analisi sul DNA la tribù Vernonieae è risultata divisa in due grandi cladi: Muovo Mondo e Vecchio Mondo. I generi di Lepidaploinae appartengono al subclade relativo all'America tropicale (l'altro subclade americano comprende anche specie del Nord America e del Messico).
La sottotribù, e quindi i suoi generi, si distingue per i seguenti caratteri:
- l'infiorescenza è cimosa-seriale;
- la pubescenza è fatta di peli semplici o a forma di "T";
- l'involucro è persistente con ricettacolo privo di pagliette;
- gli acheni sono privi di fitomelanina;
- il polline tricolporato è echino-lophato;
- l'areale principale di questo gruppo è l'America tropicale.

In precedenza la tribù Vernonieae, e quindi la sottotribù (Lepidaploinae) di questo genere, era descritta all'interno della sottofamiglia Cichorioideae. La costituzione di questo gruppo è relativamente recente (2009); in precedenza tutti i generi della sottotribù erano descritti all'interno della sottotribù Vernoniinae. Nell'ambito della tribù Lepidaploinae occupa, da un punto di vista filogenetico, una posizione abbastanza "centrale" insieme alle sottotribù Vernoniinae, Chrestinae e Elephantopinae. Attualmente la sottotribù Lepidaploinae, così come è circoscritta, non risulta monofiletica.
I caratteri distintivi per le specie di questo genere ( Lepidaploa) sono:
- la pubescenza di queste piante è variabile per peli biancastri o giallastri;
- i capolini sono sessili (ad eccezione di quelli alla fine dei rami cimosi).

Il numero cromosomico delle specie di questo genere è: 2n = 34.

### Elenco delle specie
Questo genere ha 148 specie:
A
- Lepidaploa acuminata (Less.) H.Rob.
- Lepidaploa acutangula  (Gardner) H.Rob.
- Lepidaploa adamantium  (Gardner) H.Rob.
- Lepidaploa almasensis  (D.J.N.Hind) H.Rob.
- Lepidaploa alvimii  (H.Rob.) H.Rob.
- Lepidaploa amambaia  H.Rob.
- Lepidaploa araguensis  (V.M.Badillo) H.Rob.
- Lepidaploa araripensis  (Gardner) H.Rob.
- Lepidaploa araujoa H.Rob.
- Lepidaploa arborescens (L.) H.Rob.
- Lepidaploa arbuscula  (Less.) H.Rob.
- Lepidaploa arenaria (Mart. ex DC.) H.Rob.
- Lepidaploa argyrotricha  (Sch.Bip. ex Baker) H.Rob.
- Lepidaploa aristosquamosa (Britton) H.Rob.
- Lepidaploa aronifolia (Gleason) H.Rob.
- Lepidaploa aurata M.Monge & Semir
- Lepidaploa aurea (Mart. ex DC.) H.Rob.

B
- Lepidaploa bahiana H.Rob.
- Lepidaploa bakeriana (Britton) H.Rob.
- Lepidaploa balansae  (Hieron.) H.Rob.
- Lepidaploa barbata (Less.) H.Rob.
- Lepidaploa beckii H.Rob.
- Lepidaploa bolivarensis  (V.M.Badillo) H.Rob.
- Lepidaploa borinquensis  (Urb.) H.Rob.
- Lepidaploa buchtienii (Gleason) H.Rob.

C
- Lepidaploa canescens (Kunth) H.Rob.
- Lepidaploa carachensis  (V.M.Badillo) H.Rob.
- Lepidaploa chalybaea (Mart. ex DC.) H.Rob.
- Lepidaploa chamissonis  (Less.) H.Rob.
- Lepidaploa chinchipensis  H.Rob.
- Lepidaploa chiriquiensis (S.C.Keeley) H.Rob.
- Lepidaploa chrysotricha  (Alexander) H.Rob.
- Lepidaploa cleocalderonae  (H.Rob.) H.Rob.
- Lepidaploa commutata  (Ekman) H.Rob.
- Lepidaploa complicata  (C.Wright ex Griseb.) H.Rob.
- Lepidaploa congesta  M.Monge & Semir
- Lepidaploa cordiifolia  (Kunth) H.Rob.
- Lepidaploa costanensis  (V.M.Badillo) H.Rob.
- Lepidaploa costata  (Rusby) H.Rob.
- Lepidaploa cotoneaster  (Willd. ex Spreng.) H.Rob.
- Lepidaploa coulonioides  (H.Rob.) H.Rob.
- Lepidaploa crassifolia (Rusby) H.Rob.
- Lepidaploa cuiabensis  (Baker) H.Rob.

D
- Lepidaploa danielis  (Cuatrec.) H.Rob.
- Lepidaploa davidsmithii H.Rob.
- Lepidaploa decumbens  (Gardner) H.Rob.
- Lepidaploa deflexa (Rusby) H.Rob.
- Lepidaploa densipaniculata  (Rusby) H.Rob.
- Lepidaploa desiliens (Gleason) H.Rob.
- Lepidaploa diazlunana  (B.L.Turner) H.Rob.

E
- Lepidaploa edmundoi  (G.M.Barroso) H.Rob.
- Lepidaploa ehretiifolia  (Benth.) H.Rob.
- Lepidaploa ekmanii (Urb.) H.Rob.
- Lepidaploa eriolepis (Gardner) H.Rob.

F
- Lepidaploa ferreyrae (H.Rob.) H.Rob.
- Lepidaploa fieldiana (Gleason) H.Rob.
- Lepidaploa fournetii (H.Rob. & B.Kahn) H.Rob.
- Lepidaploa frangulifolia  (Kunth) H.Rob.
- Lepidaploa fruticosa (L.) H.Rob.

G
- Lepidaploa glabra  (Willd.) H.Rob.
- Lepidaploa gnaphaliifolia  (A.Rich.) H.Rob.
- Lepidaploa gnaphalioides  (Sch.Bip. ex Baker) H.Rob.
- Lepidaploa gracilis  (Kunth) H.Rob.
- Lepidaploa grisea  (Baker) H.Rob.

H
- Lepidaploa hagei  (H.Rob.) H.Rob.
- Lepidaploa harrisii (S.Moore) H.Rob.
- Lepidaploa helophila  (Mart. ex DC.) H.Rob.

I
- Lepidaploa imeriensis  (V.M.Badillo) Pruski
- Lepidaploa irwinii H.Rob.

J
- Lepidaploa jenssenii (Ekman) H.Rob.
- Lepidaploa juruenensis  H.Rob.

K
- Lepidaploa karstenii  (Sch.Bip.) H.Rob.
- Lepidaploa koelzii  (McVaugh) H.Rob.
- Lepidaploa krukovii  H.Rob.

L
- Lepidaploa lehmannii (Hieron.) H.Rob.
- Lepidaploa leptoclada  (Sch.Bip.) H.Rob.
- Lepidaploa lewisii  H.Rob.
- Lepidaploa lilacina  (Mart. ex DC.) H.Rob.
- Lepidaploa luetzelburgii  (Mattf.) H.Rob.

M
- Lepidaploa macahensis  (Glaz. ex G.M.Barroso) H.Rob.
- Lepidaploa mandonii  (Sch.Bip. ex Gleason) H.Rob.
- Lepidaploa mapirensis  (Gleason) H.Rob.
- Lepidaploa marguana (Cuatrec.) H.Rob.
- Lepidaploa mucronifolia  (DC.) H.Rob.
- Lepidaploa muricata  (DC.) H.Rob.
- Lepidaploa myriocephala  (DC.) H.Rob.

N
- Lepidaploa nitens  (Gardner) H.Rob.
- Lepidaploa novarae  (Cabrera) A.J.Vega & Dematt.

O
- Lepidaploa obtusifolia  (Less.) H.Rob.
- Lepidaploa opposita  A.M.Teles, Sobral & J.N.Nakaj.
- Lepidaploa orbicularis  (Alain) H.Rob.
- Lepidaploa ovata  (Less.) Pruski

P
- Lepidaploa pallescens  (Gleason) H.Rob.
- Lepidaploa paraensis  (H.Rob.) H.Rob.
- Lepidaploa pari (V.M.Badillo) H.Rob.
- Lepidaploa pellita  (Kunth) H.Rob.
- Lepidaploa persericea (H.Rob.) H.Rob.
- Lepidaploa persicifolia  (Desf.) H.Rob.
- Lepidaploa pineticola  (Gleason) H.Rob.
- Lepidaploa pinheiroi (H.Rob.) H.Rob.
- Lepidaploa pluvialis (Gleason) H.Rob.
- Lepidaploa polypleura  (S.F.Blake) H.Rob.
- Lepidaploa proctorii (Urbatsch) H.Rob.
- Lepidaploa pseudaurea  (D.J.N.Hind) H.Rob.
- Lepidaploa pseudomuricata H.Rob.
- Lepidaploa psilostachya  (DC.) H.Rob.
- Lepidaploa purpurata (Gleason) H.Rob.

R
- Lepidaploa reflexa (Gardner) H.Rob.
- Lepidaploa remotiflora  (Rich.) H.Rob.
- Lepidaploa retrosetosa  (H.Rob.) H.Rob.
- Lepidaploa rigida  (Sw.) H.Rob.
- Lepidaploa rimachii (H.Rob.) H.Rob.
- Lepidaploa rufogrisea  (A.St.-Hil.) H.Rob.

S
- Lepidaploa sagrana (DC.) H.Rob.
- Lepidaploa salzmannii (DC.) H.Rob.
- Lepidaploa sanmartinensis  H.Rob.
- Lepidaploa scintillans Dematt. & D.Marques
- Lepidaploa sclareifolia (Sch.Bip.) H.Rob.
- Lepidaploa segregata  (Gleason) H.Rob.
- Lepidaploa sericea  (Rich.) H.Rob.
- Lepidaploa setososquamosa  (Hieron.) M.B.Angulo & Dematt.
- Lepidaploa silvae (H.Rob.) H.Rob.
- Lepidaploa solomonii  H.Rob.
- Lepidaploa sordidopapposa  (Hieron.) H.Rob.
- Lepidaploa sororia (DC.) H.Rob.
- Lepidaploa spixiana  (Mart. ex DC.) H.Rob.
- Lepidaploa sprengeliana  (Sch.Bip.) H.Rob.
- Lepidaploa stenophylla  (Less.) H.Rob.
- Lepidaploa subsquarrosa  (DC.) H.Rob.

T
- Lepidaploa tarijensis (Griseb.) H.Rob.
- Lepidaploa tenella  (D.L.Nash) H.Rob.
- Lepidaploa tombadorensis  (H.Rob.) H.Rob.
- Lepidaploa tortuosa  (L.) H.Rob.
- Lepidaploa trilectorum  (Gleason) H.Rob.
- Lepidaploa trinitatis  (Ekman) H.Rob.
- Lepidaploa tristis  (Hieron.) H.Rob.

U
- Lepidaploa uniflora  (Mill.) H.Rob.
- Lepidaploa urbaniana  (Ekman ex Urb.) H.Rob.

V
- Lepidaploa vauthieriana  (DC.) H.Rob.
- Lepidaploa verticillata (Proctor ex C.D.Adams) H.Rob.
- Lepidaploa viminalis  (Gleason) H.Rob.
- Lepidaploa violiceps  (H.Rob.) H.Rob.
- Lepidaploa virentiformis  (Malme) H.Rob.

W
- Lepidaploa wrightii (Sch.Bip.) H.Rob.

X
- Lepidaploa xiquexiquensis  (D.J.N.Hind) Loeuille

Y
- Lepidaploa yunquensis  (Gleason) H.Rob.
- Lepidaploa yuruanensis V.M.Badillo